# Cristian Măcelaru
Cristian Măcelaru (Timișoara, 15 de marzo de 1980) es un director de orquesta y violinista rumano.

## Biografía
Măcelaru es el menor de una familia de 10 hijos. Estudió violín en su juventud. Continuó sus estudios musicales en Estados Unidos en la Interlochen Arts Academy. Se graduó en la Universidad de Miami en 2003. Después fue concertino de la Orquesta Sinfónica de Miami, siendo el concertino más joven en la historia de la orquesta.
Măcelaru continuó sus estudios musicales en la Universidad Rice de Houston, donde desarrolló su interés por la dirección. Entre sus mentores estaba Larry Rachleff. Además, mientras estuvo en Rice, dirigió la Orquesta Juvenil de Houston, y fue violinista de la Orquesta Sinfónica de Houston durante dos temporadas. También tomó clases magistrales de dirección con directores como David Zinman, Rafael Frühbeck de Burgos, Oliver Knussen y Stefan Asbury, en el Tanglewood Music Festival y en el Aspen Music Festival. De la Fundación Solti recibió el Premio al Director Emergente en 2012 y el Premio a la Dirección Solti en 2014.
En 2011, Măcelaru se convirtió en director asistente de la Orquesta de Filadelfia. Fue ascendido a director asociado de la orquesta en 2012, cargo que ocupó hasta 2014. Luego se actuó como director residente de la orquesta de 2014 a 2017. Măcelaru es el director musical del Festival de Música Contemporánea de Cabrillo desde 2017.
En febrero de 2017, Măcelaru dirigió por primera vez la Orquesta Sinfónica de la WDR de Colonia. Desde entonces regresó para tres apariciones posteriores como invitado con la orquesta. En mayo de 2018, la orquesta anunció el nombramiento de Măcelaru como su siguiente director titular, a partir de la temporada 2019-2020, con un contrato inicial de 3 años.  Este nombramiento marcaba su primer puesto orquestal a tiempo completo. En junio de 2020, la orquesta anunció una extensión de su contrato hasta julio de 2025.  En septiembre de 2018, dirigió por primera vez la Orquesta Nacional de Francia (ONF), y regresó para una segunda aparición como director invitado en el verano de 2019. Sobre la base de estas apariciones, en noviembre de 2019, la ONF anunció el nombramiento de Măcelaru como su siguiente director musical, a partir del 1 de septiembre de 2021, con un contrato inicial de 4 años. Tras la dimisión de Emmanuel Krivine como director musical de la ONF en mayo de 2020, Măcelaru se convirtió en director musical de la ONF el 1 de septiembre de 2020, un año antes de lo previsto originalmente. En septiembre de 2022, la ONF anunció una extensión del contrato de Măcelaru hasta el año 2027.
Măcelaru y su esposa Cheryl, fagotista, tienen 2 hijos y residen en París.